# Рё, Адриен де Крой
Адриен де Крой (фр. Adrien de Croÿ; последние годы XV века — 5 июня 1553, замок Юпан, Пикардия) — 1-й граф дю Рё, военачальник и государственный деятель Габсбургских Нидерландов, камергер и первый майордом Карла V, рыцарь ордена Золотого руна.

## Биография
Сын Ферри де Кроя, сеньора дю Рё, и Ламберты де Бримё. Сеньор де Борен и дю Рё.
Воспитывался вместе с Карлом V, близким другом которого оставался до конца жизни. В 1517 году сопровождал Карла в Испанию, и вскоре стал его личным советником. В 1519 году в Барселоне пожалован в рыцари ордена Золотого руна. В том же году вернулся в Нидерланды, дабы помочь наместнице организовать поддержку Карлу на имперских выборах. На военной службе впервые отличился в 1521 году в кампании во Франции, внезапно напав на Теруан, и овладев несколькими замками в окрестностях Ардра.
В 1523 году начал тайные переговоры с коннетаблем Бурбоном, склонив его к измене королю Франции. В 1523—1524 годах исполнял дипломатические миссии в Англии и Риме, после битвы при Павии ездил в Пиццигетоне, где содержался пленный французский король.
В 1524 году унаследовал титулы и должности своего отца. 10 декабря 1524 года сменил его в должности губернатора Артуа, но смог прибыть в Аррас для вступления в должность только 30 апреля 1526 года.
В 1525 году направился во Францию и Италию для ведения мирных переговоров, и был одним из уполномоченных при заключении Мадридского договора. В 1525 году стал членом Государственного совета Карла V, занимая последовательную антифранцузскую позицию.
Стал вторым камергером императора, сменив на этом посту сеньора Монтиньи, в 1526 году стал главным конюшим вместо Чезаре Феррамоско, направленного в Неаполь. В 1529 году сопровождал Карла V в Италию, командуя одним из отрядов.
Во время коронации императора в Болонье 24 февраля 1530 года был возведен в ранг графа дю Рё и достоинство графа империи. В том же году получил должность первого майордома, которую ранее занимал его отец. В дальнейшем с успехом выполнял сложные дипломатические миссии.
В июне 1532 года назначен губернатором Лилля, Дуэ и Орши. Принес присягу в Лилле 7 июля 1533 года.
Участвовал в кампании 1532 года против турок, вторгшихся в Австрию; прибыл с отрядом в Линц, когда перед городом появился крымский хан, опустошавший берега Мура. Обеспечил защиту города, 8 сентября атаковал противника, не выдержавшего удара фламандских жандармов и после короткой перестрелки обратившегося в бегство.
После битвы при Фернитце, где был уничтожен османский арьергард, граф намеревался преследовать противника, и был раздражен медлительностью пфальцграфа Фридриха, осыпав его такими суровыми упрёками, что императору пришлось лично вмешаться, чтобы восстановить мир.
Не менее плохие отношения были у него с маркизом дель Гуасто и командором Пеньялозой, войска которых занимались разбоем и мародерством, и которых, будучи походным маршалом (maréchal de l'ost), он хотел наказать.
В начале 1535 года совершил большую поездку по европейским дворам, в попытке избежать новой войны с Францией. В мае 1536 года был послан Карлом V уведомить Марию Австрийскую о предстоящем разрыве с Франциском I.
В 1536 году был назначен лейтенантом Генриха фон Нассау, командовавшего армией, собранной в Нидерландах и опустошавшей север Франции. Отразив попытку противника овладеть Сен-Рикье на границе с Булонне, он проник в Пикардию, захватил Бре-сюр-Сомм, неожиданно повернул к Гизу, и разрушил в этом районе несколько крепостей.
В следующем году боролся с французами в Нидерландах. Отличился в нескольких боях с французской жандармерией, упрочив свою военную репутацию. Занял позицию в Мервиле с отрядом из 4000 человек, взятых из гарнизонов Артуа, и защитил переправу через Лис. Командуя имперским авангардом, лично участвовал в резне, устроенной войсками графа ван Бюрена в Сен-Поле.
Во время Гентского восстания в 1539 году был направлен императором для переговоров с магистратом; прибыл в город 30 октября, и на следующий день изложил требования суверена, отказавшись вступать в дискуссии с мятежниками.

Ханс Лефринк. Адриен де Крой. 1543. Государственный музей (Амстердам)

После жестокого подавления волнений Карл 27 декабря 1540 года назначил Адриена де Кроя губернатором Фландрии, приказал ему возвести и вооружить цитадель, которая отныне должна была держать в повиновении непокорных гентцев. В том же году граф стал членом Государственного совета Нидерландов, в 1542 году членом Военного совета, а в 1549 году шефом финансов.
В 1542 году французы начали разбои на границах Нидерландов, и Артуа было в большой опасности. Граф дю Рё, командовавший войсками Нидерландов, вторгся в Пикардию и отразил противника. Он занял хорошую позицию между Гравелином и Сент-Омером, после чего организовал защиту Бапома, а в следующем году руководил неудачной осадой Ландреси.
В 1547 году участвовал в битве при Мюльберге.
Успешно действовал в кампанию 1552 года в Пикардии, где произвел страшные опустошения, а в 1553 году руководил осадой Теруана, на тот момент сильнейшей из крепостей Франции. Умер во время этой осады, не успев осуществить запланированный масштабный опустошительный рейд по долине Соммы, где собирался разграбить Лан, Сансер и Руа.
Адриен де Крой считался одним из лучших капитанов своего времени, по словам одного из местных историков, «Бельгия потеряла в его лице одного из лучших своих сыновей, а Карл V одного из самых верных слуг».
Брантом характеризует де Кроя как выдающегося капитана, упорного и последовательного врага Франции, не упускавшего ни одной возможности для нанесения как можно большего ущерба этой стране.

## Семья
Жена (9.08.1531): Клод де Мелён (ум. 27.05.1566), дочь Франсуа де Мелёна, графа д'Эпинуа, и Луизы де Фуа-Кандаль
Дети:
- Жан де Крой (ум. 9.06.1581), 2-й граф дю Рё, губернатор Турне и Фландрии. Жена (1568): Мари де Рекур, дочь Жана де Рекура, барона де Лик, и Изабеллы де Фукесоль. Брак бездетный
- Эсташ де Крой (ум. 1585/1609), сеньор дю Рюменгьен, 3-й граф дю Рё. Жена (1564): Луиза де Гистель, дочь Луи де Гистеля, сеньора де Ламотт, и Элен де Баен. Брак бездетный
- Жерар де Крой (ум. 13.11.1585 или 24.05.1607), сеньор де Фромансан, 4-й граф дю Рё, прево Лилля, каноник в Турне и Сент-Омере. Жена (ок. 1583): Иоланда де Берлемон, дочь графа Шарля де Берлемона и Адрианы де Линь-Барбансон. Брак бездетный
- Ламбертина де Крой (ум. 11.02.1601). Муж 1) (21.10.1555): Антуан де Крой, сеньор де Фонтен-Л'Эвек; 2) (15.02.1564): Жиль де Берлемон, сеньор д'Иерж (ок. 1545—1579). Браки бездетные
- Клод де Крой. Муж: Антуан де Рюбампре, виконт де Монтенак (ум. 1576). Брак бездетный
- Мари де Крой, не замужем
- Луиза де Крой, не замужем